# Empire de Trébizonde
1204–1461
Entités précédentes :
- Empire byzantin

Entités suivantes :
- Empire ottoman

L’empire de Trébizonde (en grec Αυτοκρατορία τής Τραπεζούντας) est un État grec successeur de l’Empire byzantin, centré autour de l'actuelle Trébizonde, dans la région du Pont, sur le littoral de la mer Noire. Établi en 1204 par la maison Comnène, à la suite de la chute de Constantinople au cours de la quatrième croisade et de la formation de l’empire latin de Constantinople, il disparaît lorsque le sultan ottoman Mehmed II s'empare de Trébizonde en 1461.

## Contexte

### Le Pont dans l'empire byzantin
Après avoir été le cœur du royaume pontique antique, la région du Pont, devenue romaine en 62 avant l'ère chrétienne, constitua l'une des provinces historiques de l'empire romain d'Orient, formant le thème de Chaldée. Toutefois, avec les guerres civiles de la deuxième moitié du XIe siècle et les conquêtes turques de l'Anatolie qui s'ensuivirent, cette région fut progressivement exposée directement aux menaces extérieures et le pouvoir central byzantin se fit moins présent.
En effet, les communications terrestres entre Trébizonde et Constantinople furent parfois interrompues par les Turcs et dans ce cas, seule la marine byzantine assurait les liaisons. De ce fait, lors des premiers temps du règne d'Alexis Ier Comnène, la région de Trébizonde avait déjà constitué le centre d'une principauté quasi indépendante sous la direction de Théodore Gabras. Elle constituait alors, avec la région de Nicée, Philadelphie et la Cilicie, un des rares territoires de l'Anatolie à ne pas être envahi par les Turcs. Par la suite, la reconquête du littoral de l'Asie Mineure par les Byzantins, dans le sillage de la première croisade, permit de rétablir une continuité territoriale avec le thème de Chaldée. Toutefois, le nouveau gouverneur, le dux Grégoire Taronitès, tenta de faire sécession de l'Empire en 1103-1104 sans résultats. Ces premières dissidences, suivies par celle de Constantin Gabras sous le règne de Jean II Comnène, préfigurèrent la scission définitive de la région de Trébizonde avec l'Empire byzantin, à l'issue de la quatrième croisade.

### Usurpation des Comnène
En 1185, l'empereur de Constantinople était Andronic Ier, un Comnène. Tandis que celui-ci luttait contre la corruption, ce qui lui aliénait le soutien de la plupart des grandes familles, de cuisantes défaites à Dyrracheion puis à Thessalonique face aux Normands de Sicile achevèrent de miner le pouvoir impérial : un complot amena au pouvoir Isaac II Ange, cousin d'Andronic qui fut mis à mort par le peuple de Constantinople, marquant la déchéance de la dynastie des Comnène. Cependant, deux des petits-fils de l'empereur déchu, Alexis et David, parvinrent à rejoindre le Pont, province isolée du reste de l'empire par les Turcs du sultanat de Roum, et autonome vis-à-vis de Constantinople. En effet, la famille des Comnène était originaire des régions littorales de la mer Noire (la Paphlagonie, peut-être de la ville de Kastamone) et avait encore là-bas une clientèle fidèle, ainsi que des liens de sang avec les souverains de la Géorgie voisine, alors au faîte de sa puissance. Dès lors sous la protection de la reine Tamar, leur tante, les deux frères attendaient l'occasion de faire valoir leurs droits face à l'usurpateur. L'année 1204 allait la leur apporter
.
On a souvent présenté l'établissement des deux Comnène dans le Pont comme une conséquence de la quatrième croisade. En réalité, la prise de Constantinople par les Francs et la fondation du nouvel empire de Trébizonde, datées du même mois d'avril 1204, furent quasi simultanées — l'établissement des Comnène à Trébizonde étant même un peu antérieur à la prise de Constantinople, due au délitement de l'empire durant les règnes catastrophiques d'Isaac II et d'Alexis III. Le succès d'Alexis et de David Comnène à Trébizonde ne devait donc rien aux chevaliers de la quatrième croisade
. En revanche, il ne fait guère de doute que sans l'effondrement et le morcellement de Byzance, Alexis et David auraient eu toutes les difficultés à se maintenir dans leurs conquêtes. David Comnène fut ainsi, au contraire, en mesure de poursuivre son avantage en poussant ses conquêtes vers l'ouest : Sinope puis Héraclée du Pont furent rapidement conquises. David Comnène devait cette fois ces victoires à ses qualités de stratège, à la faveur des armes et à des ententes de circonstance avec les Latins de Constantinople. Héraclée allait toutefois constituer la limite occidentale extrême de l'expansion trapézontaise. Là, en effet, Théodore Lascaris, empereur à Nicée, obligea David à stopper son avance et le refoula hors de Paphlagonie, en 1214. La même année, les Seldjoukides s'emparaient de Sinope, isolant l'empire de Trébizonde du reste du monde grec. Malgré ce rapide reflux, il semble que ce fut dès les premières années de son existence que les troupes de l'empire de Trébizonde prirent le contrôle de Chersonèse et de la Gothie, cette partie de la péninsule de Crimée longtemps tête de pont byzantine au nord de la mer Noire.

### Distinction avec l'Empire byzantin

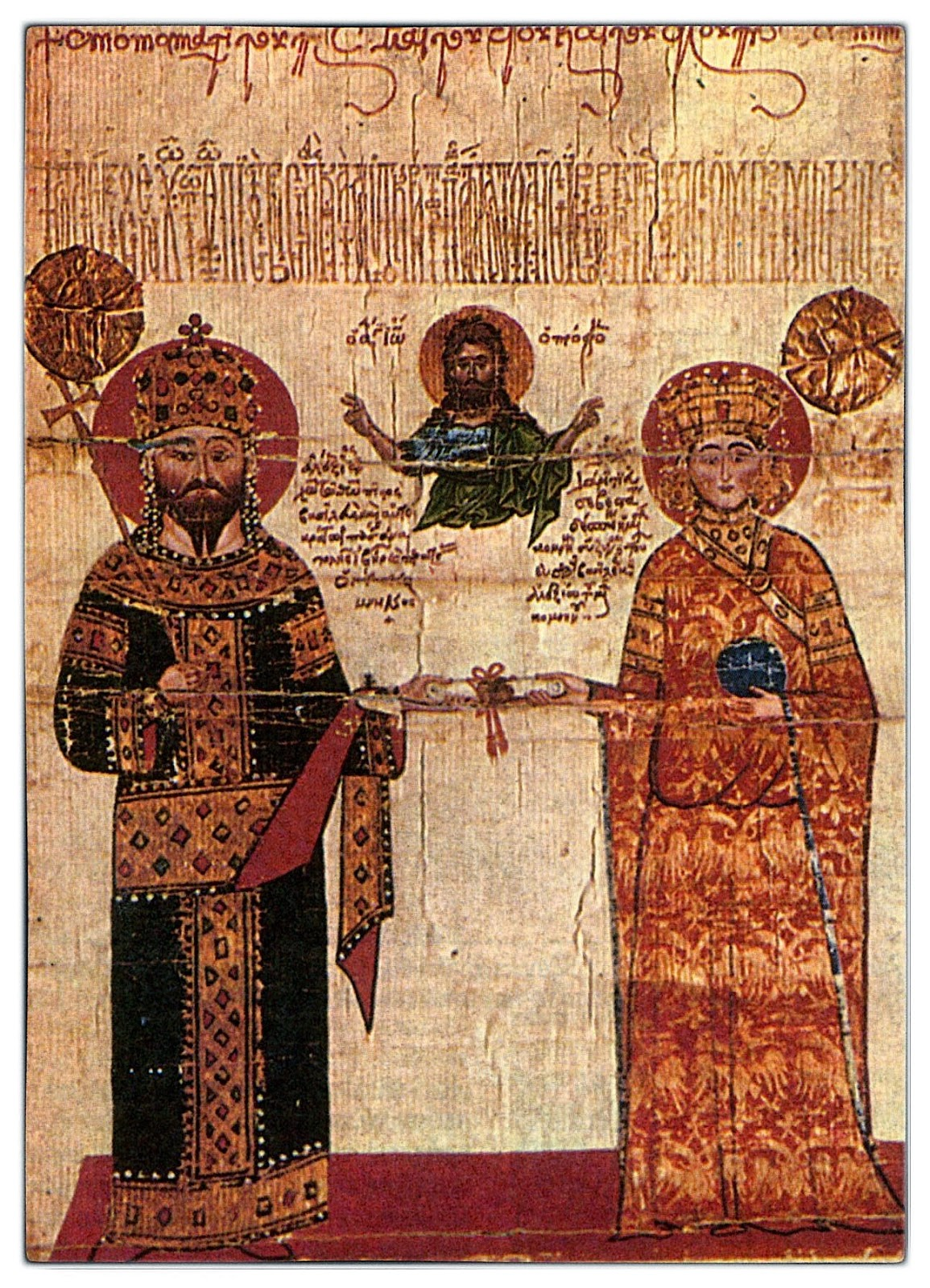
Alexis III et sa femme Théodora Cantacuzène, d'après le chrysobulle donné par l'empereur au monastère de Dionysiou.

Le terme d'« empire de Trébizonde », comme celui d'« Empire byzantin », vise à le distinguer commodément des autres entités byzantines se réclamant de l'héritage impérial et aspirant à la reconquête de Constantinople, la capitale, et à la restauration de l'empire : le despotat d'Épire et l'empire de Nicée. Lors de la déposition d'Alexis V par les croisés, Alexis et David n'avaient pas hésité, depuis Trébizonde, à se proclamer empereur, constatant que les Ange et leurs successeurs avaient été chassés du trône, et se prévalant de leur qualité de descendants directs d'Andronic Ier Comnène et donc d'héritiers de la dynastie impériale des Comnène. C'est ce titre seul, celui d'empereur d'Orient, revendiqué par ses souverains, qui justifie l'appellation de cet État aux dimensions pourtant exiguës. Désigné par commodité « empire de Trébizonde », pour le distinguer de celui de Nicée, l'Empire romain d'Orient, ou du moins de l'État qui en revendiquait la continuité après le choc de 1204, se perpétue aussi dans le Pont. Certains historiens considèrent que le titre impérial réclamé par les Comnène de Trébizonde était en réalité un moyen pour la puissante Géorgie, devenue rivale d'un Empire byzantin qui avait perdu son lustre, d'obtenir, au moins indirectement, au travers des souverains d'un État client, le titre suprême. Dès 1261 cependant, Constantinople redevenait grecque avec la victoire de Michel VIII Paléologue, et ce dernier n'allait bientôt plus tolérer la concurrence des Comnène. Ainsi le Paléologue invita-t-il Jean II de Trébizonde (1280-1297) dans sa capitale pour lui offrir en mariage sa fille, Eudoxie, et le convaincre de renoncer à certains attributs impériaux. Un compromis fut alors trouvé entre les Paléologue et les Comnène établis à Trébizonde, ces derniers prenant le titre de « basileus et autocrator de tout l'Orient, des Ibères et de la province d'Outre-Mer » et non plus « basileus et autocrator des Romains », et l'aigle des Trapézontais devenant monocéphale, tout cela peut-être dès le règne de Jean II. De même ces derniers adoptèrent le nom de Grand Comnène pour se distinguer de leurs ancêtres.

## Histoire
Une fois installé dans ses frontières, le jeune empire prit bientôt sa place dans les complexes jeux d'alliances et de rivalités entre les États d'Asie Mineure : un traité de non-agression dénoncé par le gouverneur seldjoukide de Sinope provoqua une guerre contre le sultanat de Roum se solda par la déroute des Turcs (à l'époque de la fondation de l'empire de Nicée, vers 1204-1205). Moins heureux fut en revanche le choix de l'alliance avec Jalal ad-Din, le chah du Khwarezm, contre les Seldjoukides : le Khwarezmien et son allié pontique vaincus par les Turcs en 1233, Trébizonde dut renoncer à ses prérogatives acquises sur le sultanat de Roum lors de sa précédente victoire. Tous ces conflits, seulement connus de façon lacunaire, eurent lieu sous le règne d'Andronic Ier (1222-1235), successeur d'Alexis.

### Prospérité
Mais peu après ces événements, l'irruption d'un nouvel acteur dans le Caucase et en Asie Mineure modifiait radicalement la situation politique de cet Extrême-Orient chrétien. En 1221, les Géorgiens, alliés et protecteurs de Trébizonde, étaient écrasés par une avant-garde mongole menée par Djebé et Subötaï, deux généraux de Gengis Khan. Quinze ans plus tard, en 1236, les cavaliers mongols, de retour dans le Caucase, vassalisaient la Géorgie. En 1243, un nouvel assaut contre l'Asie Mineure, mené par Baïdju, balayait les Seldjoukides appuyés par tous leurs voisins, Trébizonde y compris. Dès lors, Manuel Ier (1238-1263) s'empressa de se déclarer vassal du Grand Khan, permettant à ses États de vivre sous le régime de la Paix mongole au prix d'un modeste tribut. Les nouveaux maîtres de l'Anatolie se gardèrent bien d'entreprendre quoi que ce soit contre un État assurément peu menaçant et où l'on s'entendait si bien à l'art du commerce. La sécurité de l'empire était assurée, et les cartes s'en trouvaient entièrement rebattues : Manuel Ier put même en profiter pour reconquérir Sinope sur les Turcs, en 1254.

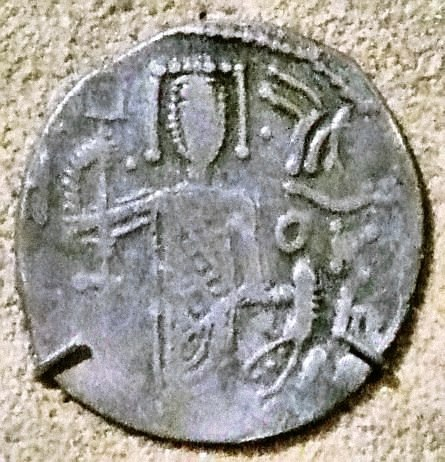
Une monnaie (aspre) d'argent émise sous le règne de Manuel Ier, avec la couronne à pendeloques des empereurs byzantins surmontant sa silhouette.

Trébizonde, grand port sur la mer Noire jouait déjà un rôle commercial non négligeable. Grâce à la Paix mongole et à l'unification et la pacification par cet empire de presque tout le continent asiatique, L'empire accéda alors au statut de puissance commerciale, sa capitale devenant une grande place pour les échanges en Asie. Le sac de Bagdad, en 1258, par les Mongols avait eu pour conséquence de détourner une bonne partie des flux commerciaux qui rejoignaient les ports du Proche-Orient via Bagdad et Damas vers une nouvelle route qui passait par Tabriz et Erzurum pour rejoindre les ports de la mer Noire. De tels bouleversements ne pouvaient cependant pas laisser indifférent les puissances marchandes d'Italie. Gênes sut le mieux tirer profit de la nouvelle situation en signant avec Constantinople le traité de Nymphée de 1261 garantissant à la cité ligure un quasi-monopole du commerce dans la mer Noire.
Bien sûr, Trébizonde, ne disposant pas de flotte importante, capable de rivaliser avec les Génois, ne pouvait dans un premier temps que profiter de ce dynamisme. Mais il fallut toutefois vite composer avec un rival de plus en plus encombrant, et solidement implanté dans ses nombreux comptoirs tels que Caffa. Ce fut ainsi que sous le règne d'Alexis II (1297-1330), les Génois disposaient de leur propre forteresse à Trébizonde. L'histoire de l'empire fut ainsi émaillée de querelles, d'escarmouches et de traités entre Grecs et Italiens, tournant tantôt à l'avantage des uns, tantôt à l'avantage des autres. On aurait cependant tort de croire que Trébizonde, en accordant des concessions à Gênes, s'en trouvait spoliée de bénéfices potentiels : les Comnène ne pouvaient pas rivaliser avec l'efficacité du commerce des Italiens, et ils tiraient de substantiels revenus de leur présence. En outre, il surent avec plus ou moins de bonheur jouer des rivalités entre la république de Gênes et Venise pour maintenir un équilibre avantageux en mer Noire.
L'empire de Trébizonde traversa ainsi une période contrastée marquée par de nombreuses tentatives d'ingérence étrangères, que cela fût de la part des tribus turcomanes au sud, des Géorgiens à l'est ou encore de Byzance où Andronic II Paléologue usa d'intrigues pour faire rentrer ce petit empire excentrique dans le giron constantinopolitain. Le règne d'Alexis II (1297-1330) se signala par une grande prospérité de l'empire, garanti par un fort rôle de l'État.

### Troubles

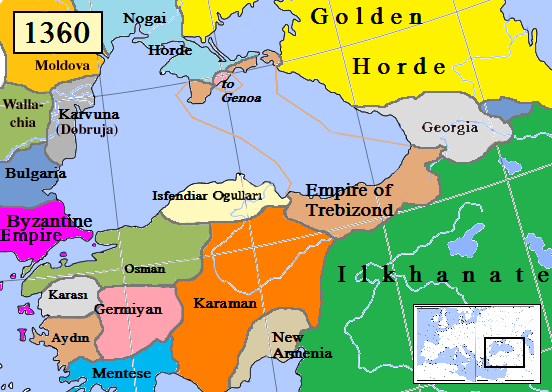
L'Empire de Trébizonde vers 1360.

La mort d'Alexis allait cependant plonger l'empire dans un quart de siècle de guerre civile. Les élites pontiques étaient en effet divisées entre Scholarioi, descendants de ces nobles byzantins ayant suivi Alexis Ier et David Ier dans leur exil trapézontais au moment de la fondation de l'empire, et les Mesochaldaoi, descendants de la noblesse autochtone. La dynastie est appuyée sur l'existence de deux noblesses, l'une urbaine (les Scholarioi), l'autre rurale (les Mesochaldaoi), aux intérêts contradictoires. En l'absence d'un homme fort au sommet de l'État (le successeur d'Alexis, Andronic III, mort après moins de deux ans de règne (mai 1330-janvier 1332), laissant le pouvoir à un fils, Manuel II seulement âgé de huit ans), les deux factions en profitèrent pour laisser leurs querelles s'exprimer au grand jour, favorisant leur candidat au trône au fil des querelles au sein de la famille impériale et des usurpations du titre impérial. Les années 1347-1348 marquèrent le point d'orgue de cette période cataclysmique : les Turcs, profitant de la faiblesse de l'empire, firent la conquête d'Oinoé et mirent le siège devant Trébizonde, puis les Génois s'emparèrent de Cérasonte, et enfin la Peste noire, partie de Caffa, ravagea Trébizonde et les autres cités pontiques. Ployant sous le poids des catastrophes qui s'accumulaient sur ses États, l'empereur Michel Ier abdiqua en 1349 en faveur de son petit-neveu, Alexis III, couronné l'année suivante et dont la première décision fut de faire enfermer son grand-oncle dans un monastère (sort que ce dernier avait déjà fait subir à son propre fils et prédécesseur, Jean III). Alexis, de caractère énergique, s'employa dès lors, avec l'aide de sa mère, Irène de Trébizonde, à remettre au pas ses vassaux, ce à quoi il parvint tant bien que mal au terme de cinq années de luttes âpres et fratricides.
Le règne d'Alexis III, qui dura près de quarante ans, fut marqué par une consolidation de l'empire. Cherchant à sécuriser son territoire, Alexis entreprit plusieurs campagnes contre les Turcs (souvent avec succès, aussi entrecoupés par quelques échecs retentissants) mais, surtout, donnant plusieurs de ses filles — toutes réputées superbes — en mariage aux émirs turcs circonvoisins pour s'assurer de leur bienveillance, il inaugura une politique matrimoniale qui allait faire plus pour la gloire et la postérité de Trébizonde que tous ses faits d'armes en créant un véritable mythe connu dans tout le monde chrétien : celui de la princesse de Trébizonde.
La menace turque, en effet, allait croissant à partir de la seconde moitié du XIVe siècle. Ce n'était plus tant celle des petits émirs turcs ou turcomans dont le pouvoir de nuisance était relativement limité pour une cité telle que Trébizonde, qui pouvait alarmer ses empereurs, mais celle d'une nouvelle puissance turque, les Osmanli. Si ce nouvel adversaire, après des victoires fulgurantes contre les Grecs de Constantinople et les autres princes chrétiens des Balkans, avait subi un véritable désastre à la bataille d'Ankara face aux Turcomans de Tamerlan en 1402, il ne s'en releva pas moins avec une vitesse stupéfiante, enlevant Thessalonique en 1430 et, surtout, conquérant Constantinople le 29 mai 1453, ce qui amena de nombreux réfugiés dans la capitale des Comnène. Dès lors, il fallait à tout prix trouver des alliés. Le concile de Florence de 1439, auquel avaient participé des envoyés de l'empereur de Trébizonde dont l'humaniste Georges Amiroutzès (mais aussi Jean Bessarion, comme envoyé de Constantinople, mais originaire de Trébizonde), qui avait abouti à la proclamation de l'Union des Églises catholique et orthodoxe, n'avait apporté qu'un espoir mitigé à Trébizonde : à Constantinople, Constantin XI avait proclamé le catholicisme le 12 décembre 1452
 et n'avait reçu en retour qu'un maigre soutien de la part des Latins ; que pouvait espérer d'eux le dernier réduit de l'hellénisme, perdu aux confins du monde connu ? Un seul allié potentiel s'offrait alors à Jean IV, parvenu sur le trône en 1429 : les Turcomans du Mouton Blanc (en turc Ak Koyunlu), installés autour de Diyarbakir, et dont la puissance, en pleine ascension et sans doute propre à rivaliser avec les Ottomans, parvenait précisément à son faîte sous le règne d'Ouzoun Hassan (1453-1478).

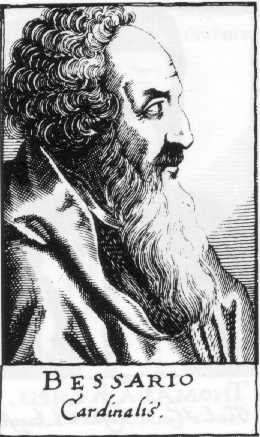
Bessarion, représentant le moins méconnu de l'humanisme byzantin, originaire du Pont.

La politique matrimoniale de Trébizonde s'était déjà tournée vers Ak Koyunlu par le passé : Alexis III avait offert en mariage une de ses filles à Kara Yülük, prince de cette même horde. Or, Jean IV de Trébizonde possédait une fille, connue sous le nom de Despina Hatun (de son vrai nom, Théodora), et dont « [...] il était de commune opinion qu'il n'en fût pas en ce temps de plus belle », selon le dire du géographe vénitien Ramusio. On imagine aisément qu'Ouzoun Hassan (Uzun Hasan) convoitait la jeune princesse. Mais il est absolument remarquable que celui-ci l'ait acceptée comme épouse contre une dot quasi nulle, en promettant l'appui inconditionnel de ses armées et de son trésor à son beau-père, et en la laissant demeurer chrétienne. L'existence d'une princesse byzantine influente auprès d'Ouzoun Hassan — certes un « infidèle » — mais l'ennemi juré des sultans ottomans fit naître dans l'Occident du Moyen Âge finissant un espoir diffus de nouvelle croisade et de triomphe du christianisme, faisant de la princesse de Trébizonde une sorte de Prêtre Jean au féminin. Trébizonde disposait ainsi d'une alliance de poids, laquelle pouvait être renforcée par les princes chrétiens d'Arménie ou de Géorgie, ainsi que par les puissances turques d'Asie Mineure encore indépendantes telles que l'émirat de Sinope ou le beylicat de Karaman, naturellement hostiles à l'expansionnisme des Ottomans. Une véritable ligue s'était ainsi constituée lorsque mourut Jean IV, en 1458. Son frère et successeur, David II, après avoir écarté son jeune neveu Alexis V, poursuivit sa politique, s'efforçant de consolider l'alliance avec le souverain d'Ak Koyunlu, son neveu par alliance, mais recherchant également de l'aide en Occident auprès des deux plus ardents partisans de la croisade de ce temps : le pape Pie II et le duc de Bourgogne, Philippe le Bon. Si l'enthousiasme des Latins fut grand, les ambassades de David eurent des résultats pratiquement nuls.

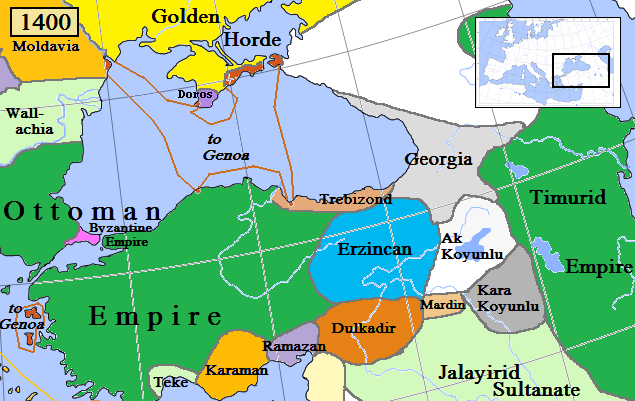
Empire de Trébizonde vers 1400.

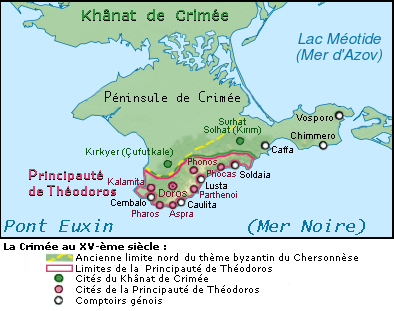
Crimée vers 1450.

### Conquête ottomane
Une telle coalition ne pouvait qu'inquiéter Mehmed II, le sultan ottoman. Initialement destinée à se prémunir des attaques ottomanes, l'alliance eut en réalité l'effet inverse, poussant Mehmed à attaquer à l'est, en l'année 1461. Décidé à anéantir Trébizonde, Mehmed II établit un plan qui lui permit de se débarrasser successivement de tous les alliés potentiels des Comnène, prenant Amastris à Gênes, et poussant l'émir de Sinope à la capitulation. Face à Ouzoun Hassan, il sut tant manier la caresse et la menace que celui-ci renonça finalement à son alliance avec David. La cité des Comnène se retrouvait à peu près seule face aux Ottomans. Parvenus aux pieds des murailles de Trébizonde, les Turcs y mirent le siège et envoyèrent à David une proposition de capitulation avec la promesse que ses sujets seraient épargnés et que sa famille et lui conserveraient leur fortune. Sagement, David accepta. À une date inconnue mais généralement située vers le milieu du mois d'août 1461, Mehmed II entrait en grande pompe dans Trébizonde conquise, marquant la fin définitive de la domination grecque dans le Pont.
Quant à David Comnène et les siens, ils furent pourvus d'une rente et envoyés à Andrinople. Mais l'empereur déchu constituait indubitablement une menace latente pour Mehmed II. Prenant prétexte d'une lettre compromettante de Théodora, sa nièce, l'épouse d'Ouzoun Hassan, reçue par David, Mehmed accuse ce dernier de trahison. Il promet la vie sauve à David s'il se convertit à l'islam, mais comme celui-ci refuse, il est exécuté, ainsi que ses trois fils et son neveu, le 1er novembre 1463, anéantissant la lignée directe des Comnène de Trébizonde.
Une partie de la noblesse de Trébizonde parvient à se faire une place à Constantinople, s'intégrant aux Phanariotes ; une autre partie se réfugie dans les principautés roumaines de Moldavie et de Valachie. Le peuple pontique, lui, survit sur place, soit comme minorité grecque orthodoxe (Rum) au sein de l'Empire ottoman, soit en se convertissant à l'islam pour ne plus payer l'impôt sur les non-musulmans, le haraç.

## Religion

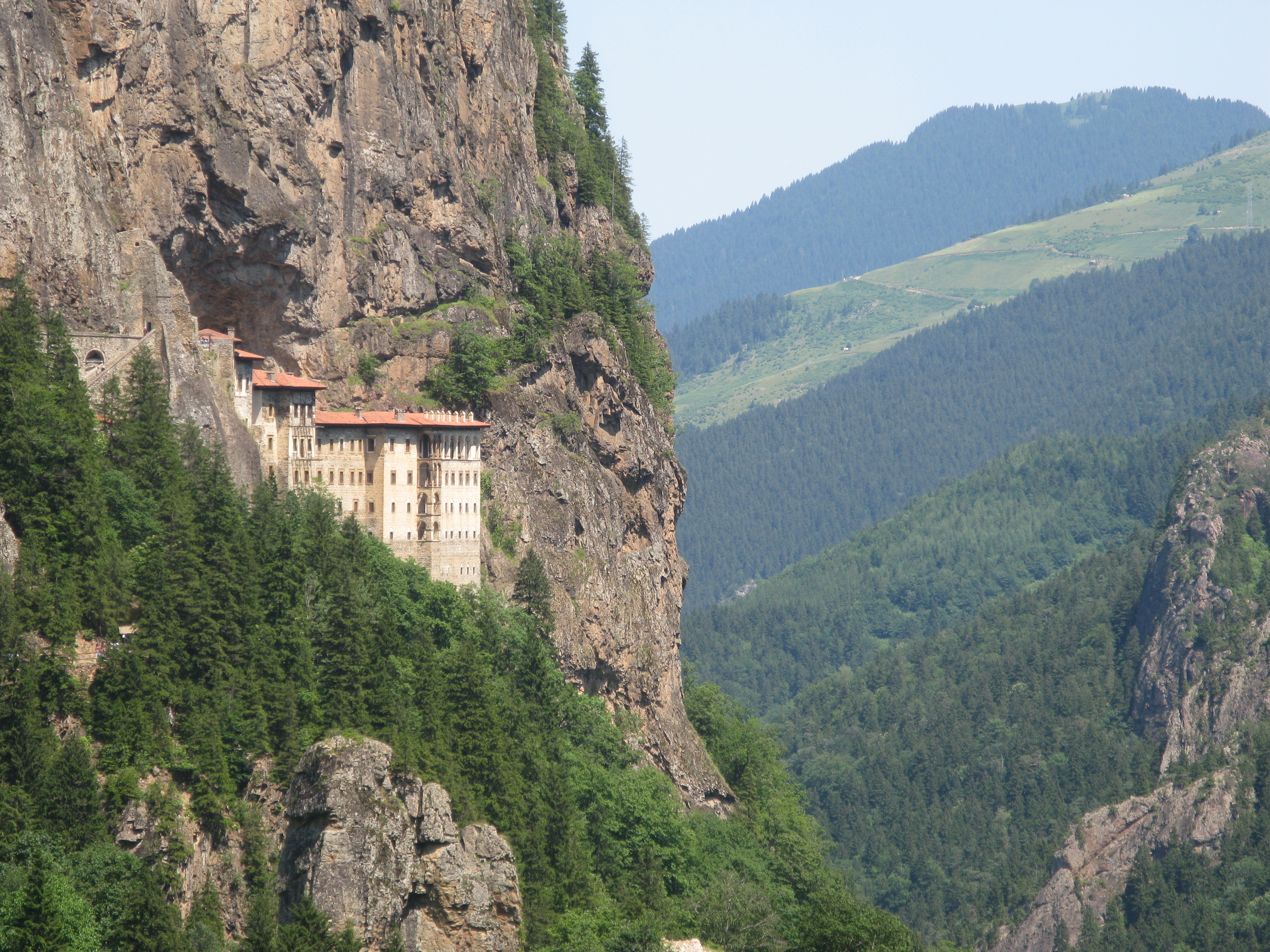
Monastère de Sumela.
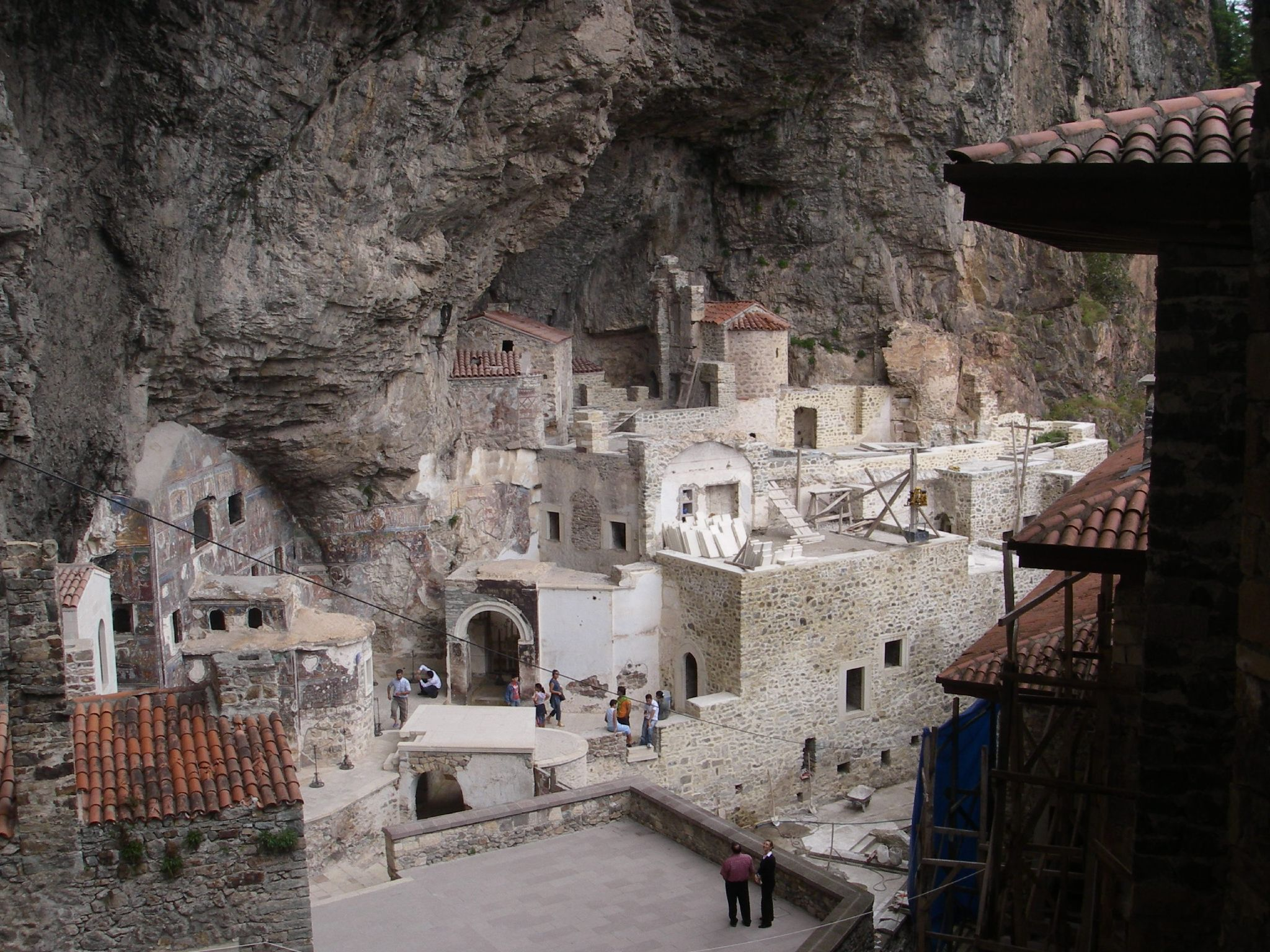
Monastère de Sumela.
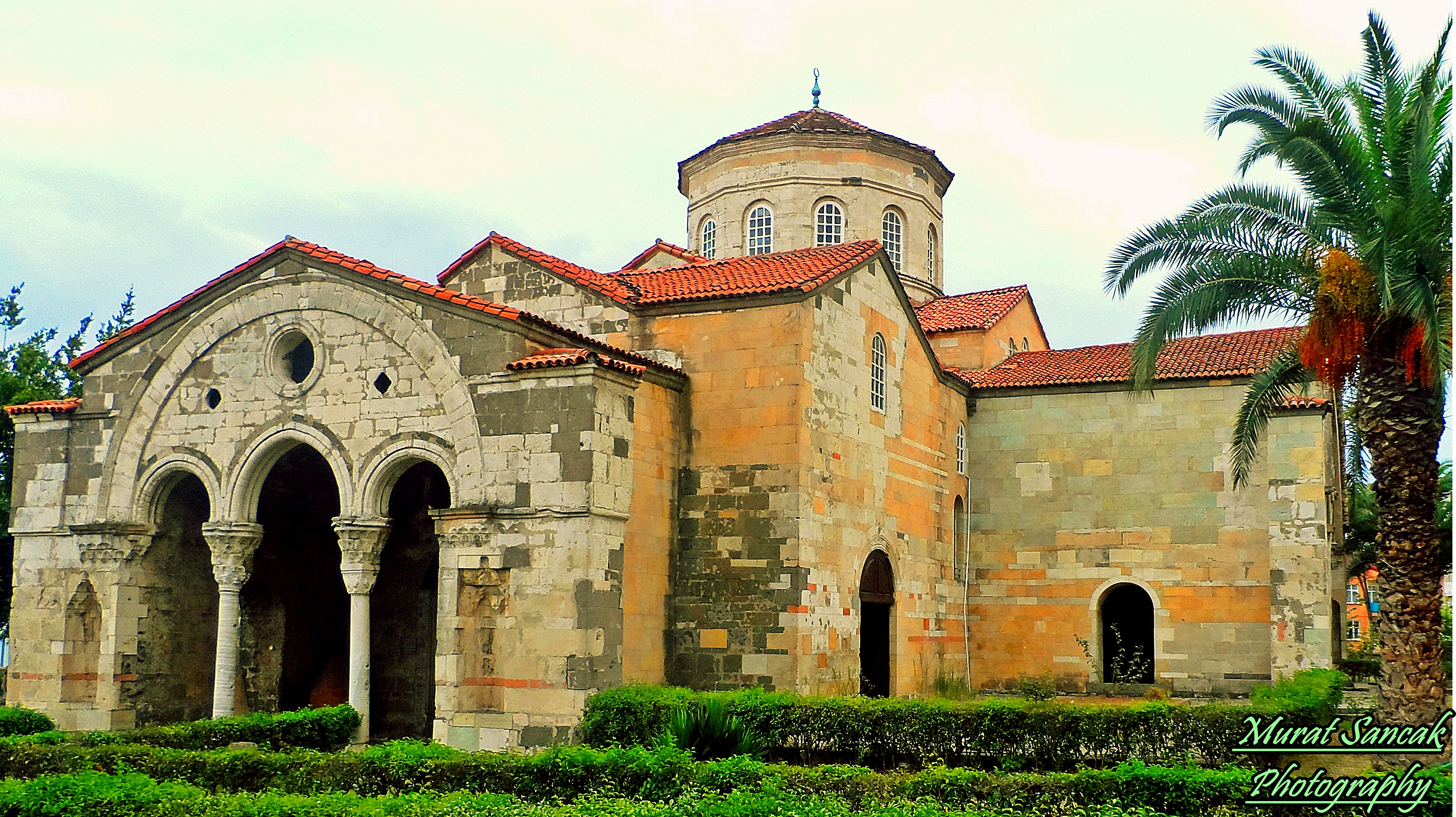
Église Sainte-Sophie de Trébizonde (~1250).
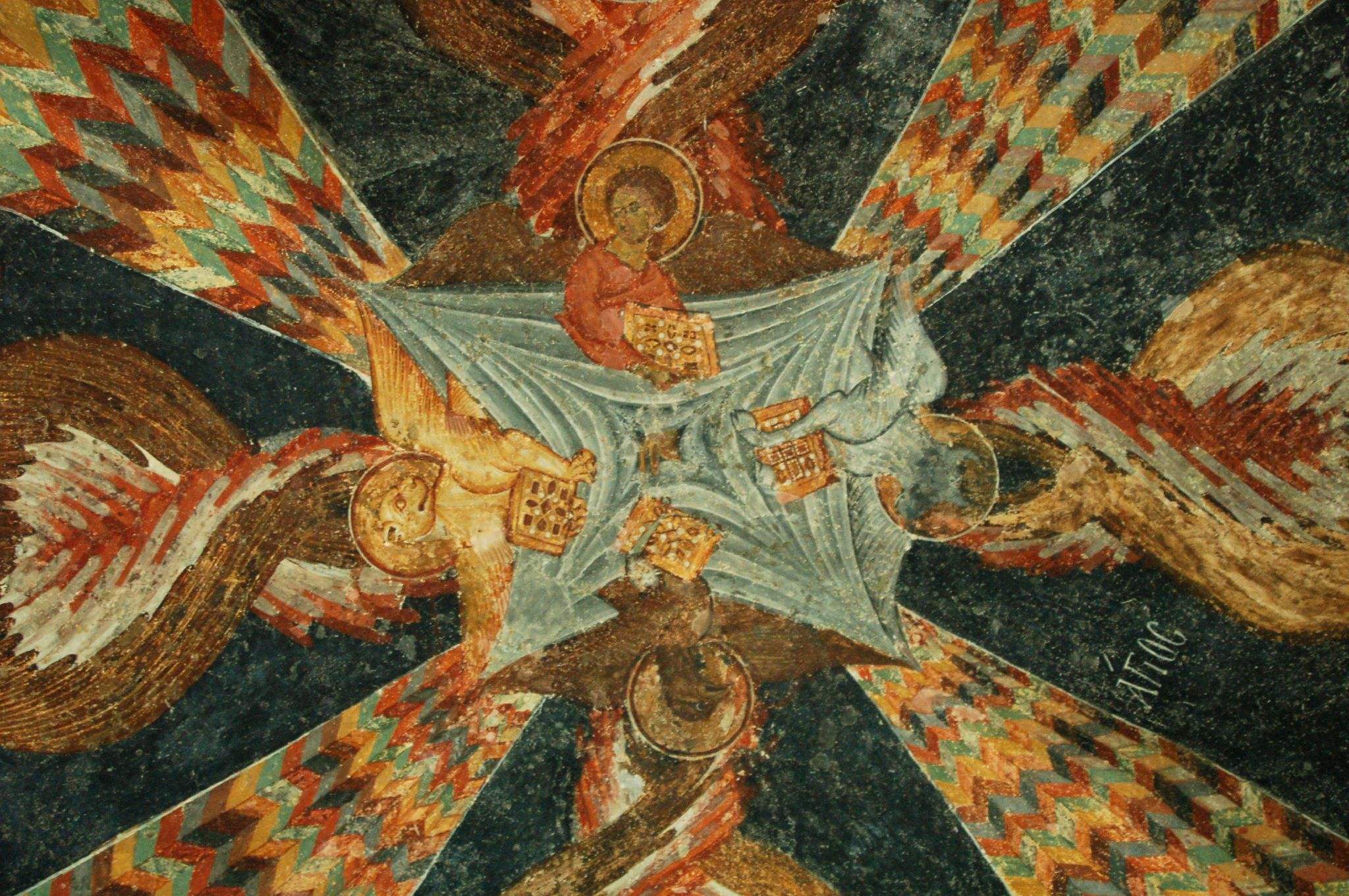
Sainte-Sophie, narthex, centre de voûte, main de Dieu, animaux apocalyptiques et évangélistes.
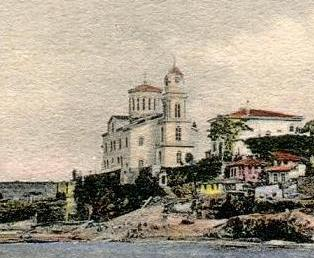
Cathédrale Saint-Grégoire-de-Nysse de Trébizonde (1280-1930).

Le lien principal qui unit les Grecs de Trébizonde à Constantinople est d'ordre essentiellement religieux car l'Église de Trébizonde a toujours accepté de bon gré son rattachement au patriarcat de Constantinople. On peut encore voir aujourd'hui dans la montagne, au-dessus de la ville, les ruines du monastère de Sumela, le « mont Athos pontique ».

## Héritage
La ville de Trébizonde recèle encore des œuvres d'architecture et d'art remontant à l'empire des Comnènes. Le musée local en présente, ainsi que de nombreux antiquaires, qui en font en outre commerce. La publication en 1996 à Istanbul de l'ouvrage La culture du Pont (titre en turc Pontos Kültürü) de l'historien turc Ömer Asan révéla l'existence de nombreux locuteurs grecs du pontique, peut-être 300 000, notamment dans une soixantaine de villages aux alentours de Trébizonde. L'affaire fit grand bruit, Ömer Asan fut accusé de trahison, d'insulte à la mémoire d'Atatürk, de vouloir le démembrement de la Turquie ou d'y réintroduire le christianisme et l'hellénisme. Il fut déféré devant les tribunaux et finalement acquitté. Depuis cette affaire, les locuteurs du pontique utilisent de préférence le turc et évitent d'employer leur langue.

## Liste des empereurs de Trébizonde
- 1204-1222 : Alexis Ier le Grand, petit-fils d'Andronic Ier Comnène
  - 1204-1214 : David Ier le Grand, coempereur, frère du précédent
- 1222-1235 : Andronic Ier Gidos, gendre d'Alexis Ier
- 1235-1238 : Jean Ier Axouch, fils aîné d'Alexis Ier
- 1238-1263 : Manuel Ier, frère du précédent
- 1263-1267 : Andronic II, fils du précédent
- 1267-1280 : Georges Ier, demi-frère du précédent
- 1280-1297 : Jean II, frère du précédent
- 1297-1330 : Alexis II, fils du précédent
- 1330-1332 : Andronic III, fils du précédent
- 1332 (janvier-septembre): Manuel II, fils du précédent
- 1332-1340 : Basile Ier, autre fils d'Alexis II
- 1340-1341 : Irène Paléologue, impératrice, veuve du précédent
- 1341 (17-30 juillet) (1er règne) et 1341 (7 août)-1342 (4 septembre) (2e règne) : Anne, impératrice, fille d'Alexis II
- 1342-1344 : Jean III, fils de Michel Ier
- 1341 (30 juillet-7 août) (1er règne) et 1344-1349 (2e règne) : Michel Ier, dernier fils de Jean II et frère d'Alexis II
- 1349-1390 : Alexis III, fils de Basile Ierer
- 1390-1412 : Manuel III, fils du précédent
- 1412-1429 : Alexis IV, fils du précédent
- 1429-1458 : Jean IV Calojean, fils du précédent
- 1458 : Alexis V, fils du précédent
- 1458-1461 : David II, fils d'Alexis IV